# 乌克兰苏维埃第1集团军
乌克兰苏维埃第1集团军是俄国内战中红军的一个集团军，组建于1919年4月15日，于同年6月25日在乌克兰方面军撤编后被撤编。该集团军的官兵后被转移至红军西部方面军，被整编为红军第12集团军。